# Aleksej Kozlovskij
Aleksej Fedorovitj Kozlovskij (ryska: Алексей Фёдорович Козловский) var en rysk dirigent och kompositör född 15 (2 g.s.) oktober 1905 i Kiev, död 9 januari 1977 i Tasjkent. Han började komponera mycket tidigt. Från 12 års ålder började han studera komposition för Javorskij vid Kievkonservatoriet. Senare började han studera komposition vid Moskvakonservatoriet för Nikolaj Zjiljajev och Nikolaj Mjaskovskij. Redan vid tiden för sin examen 1931 gjorde han sin dirigentdebut vid Konstnärliga teatern (populärt kallad Stanislavskijteatern), där han var verksam fram till 1936. I mitten av 1930-talet förvisades han till Tasjkent för påstått umgänge med trotskister, en ovanligt mild påföljd. Han var 1936-1941 dirigent vid operan i Tasjkent (nuvarande Alisjer Navoi Opera- och Baletteater). För att förbättra sin situation studerade han uzbekisk och karakalpakisk folkmusik och komponerade 1942 en opera byggd på musik som han tecknat upp: Ulugbek. Från 1944 var han lärare vid Tasjkentkonservatoriet. 1949 -1957 chefsdirigent för Uzbekiska filharmoniska orkestern, en orkester som han utvecklade till en hög professionell nivå. 1955 belönades han med hederstiteln uzbekisk folkkonstnär. Oftast framförda av hans kompositioner är Ferganskajasviten Lola och det vokalsymfoniska poemet Tanovar, som bygger på folkmusik.